# دون تومسون جونيور
دون تومسون جونيور هو مهندس كندي، ولد في 24 أغسطس 1962 في Ayr, Ontario ‏ في كندا.